# Primærrute 6
Primærrute 6 är en cirka 100 km lång väg (primærrute) mellan Helsingör till Køge på Själland i Danmark. Vägen trafikeras av drygt 10 000 fordon per dygn längs större delen av sträckan, med tätare trafik där den går förbi Roskilde.